# New Age

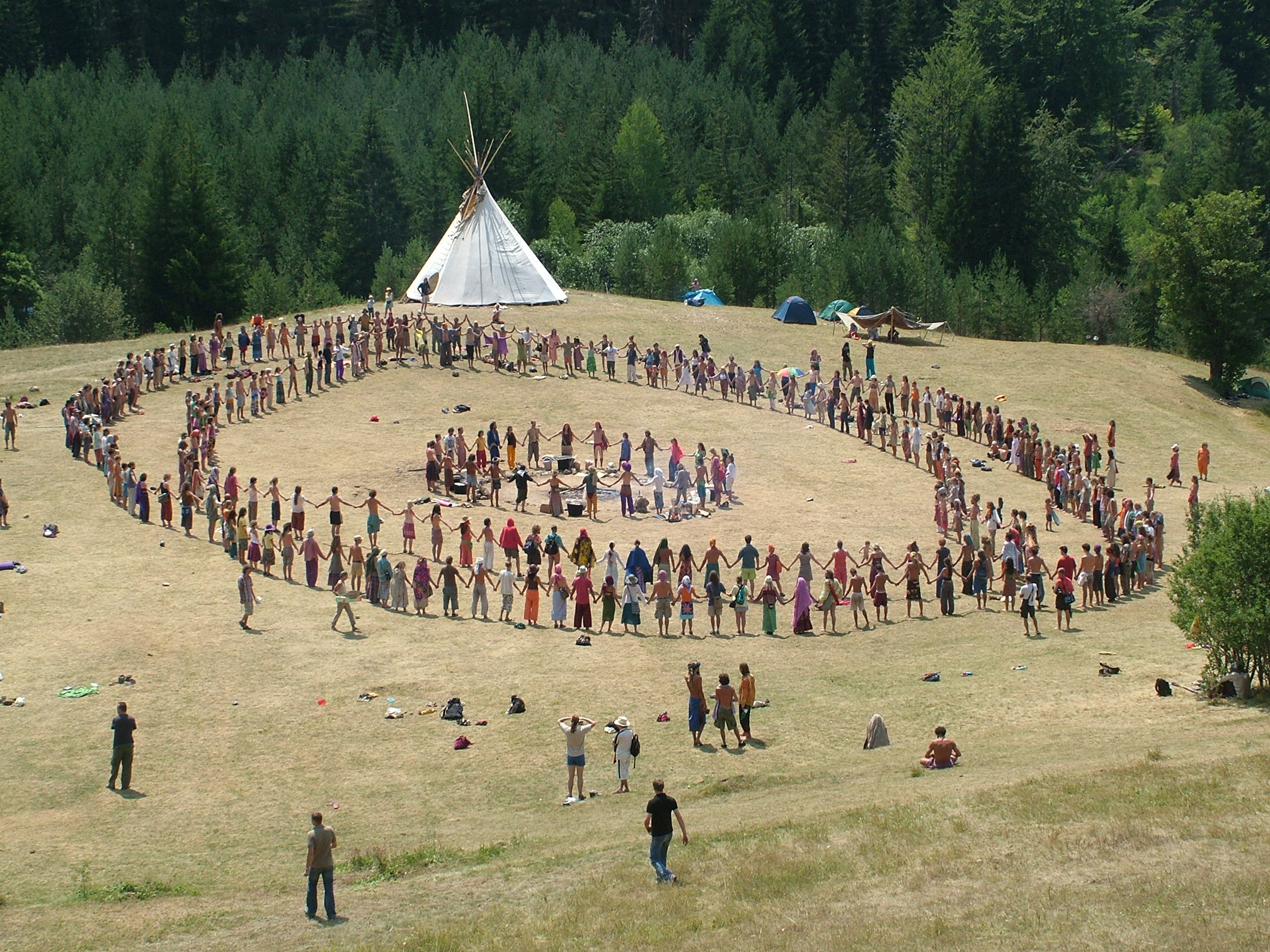
Một buổi tụ tập "Rainbow Gathering" theo kiểu New Age ở Bosnia năm 2007

New Age (Thời đại Mới) đề cập đến một loạt niềm tin và thực hành tâm linh hoặc tôn giáo phát triển nhanh chóng ở thế giới phương Tây trong những năm 1970. Các định nghĩa học thuật chính xác về New Age khác nhau ở điểm nhấn của chúng, phần lớn là do cấu trúc chiết trung cao độ của nó. Mặc dù về mặt phân tích thường được coi là tôn giáo, nhưng những người liên quan đến nó thường thích được mệnh danh theo hướng tâm linh hoặc Tâm trí, Cơ thể, Tinh thần và hiếm khi sử dụng thuật ngữ New Age. Nhiều học giả về chủ đề này gọi nó là phong trào New Age, dù những người khác phản đối thuật ngữ này và cho rằng nó nên được xem như một dạng milieu (môi trường xã hội) hoặc zeitgeist (hệ tư tưởng của thời đại).
Là một hình thức của chủ nghĩa bí truyền phương Tây, New Age dựa trên một số truyền thống bí truyền lâu đời hơn, đặc biệt là những truyền thống xuất hiện từ dòng chảy đậm chất huyền bí phát triển vào thế kỷ XVIII và XIX. Những ảnh hưởng của thuyết huyền bí nổi bật như vậy bao gồm công trình của Emanuel Swedenborg và Franz Mesmer, cũng như những ý tưởng về Thuyết duy linh, New Thought và Thuyết thần trí. Một số ảnh hưởng giữa thế kỷ XX, chẳng hạn như tôn giáo UFO thập niên 1950, phản văn hóa thập niên 1960 và Phong trào Tiềm năng Con người, cũng có ảnh hưởng mạnh mẽ đến sự phát triển ban đầu của New Age. Nguồn gốc chính xác của hiện tượng này vẫn còn gây tranh cãi trong giới học giả, nhưng có sự đồng ý chung rằng nó đã trở thành một phong trào lớn vào những năm 1970, vào thời điểm đó nó tập trung phần lớn ở Liên hiệp Anh. Nó đã mở rộng và phát triển phần lớn trong những năm 1980 và 1990, đặc biệt là ở Mỹ. Vào đầu thế kỷ 21, thuật ngữ New Age mới ngày càng bị bác bỏ trong môi trường xã hội này, với một số học giả cho rằng hiện tượng New Age đã kết thúc.
Mặc dù bản chất chiết trung cao của nó, một số niềm tin thường thấy trong New Age từng được nhận diện. Về mặt thần học, New Age thường áp dụng niềm tin vào một dạng thần tính toàn diện thấm nhuần tất cả vũ trụ, bao gồm cả bản thân con người. Do đó, có một sự nhấn mạnh mạnh mẽ vào quyền lực tinh thần của bản thân. Điều này đi kèm với niềm tin chung về nhiều thực thể bán thần thánh không phải con người, chẳng hạn như thiên thần và chân sư, mà con người có thể giao tiếp, đặc biệt là thông qua hình thức thông linh. Thông thường coi lịch sử loài người được chia thành một loạt các thời đại riêng biệt, một niềm tin chung của New Age là trong khi nhân loại từng sống trong thời đại tiến bộ vượt bậc về công nghệ và trí tuệ tâm linh, thì nó đã bước vào một thời kỳ suy thoái về tâm linh, điều này sẽ được khắc phục thông qua sự thành lập của một Thời đại Bảo Bình sắp tới, mà từ đó tên của nó được đặt ra. Ngoài ra còn có sự tập trung mạnh mẽ vào việc chữa bệnh, đặc biệt là sử dụng các hình thức y học thay thế, và nhấn mạnh vào quan điểm rằng tâm linh và khoa học có thể thống nhất.
Tập trung chủ yếu ở các nước phương Tây, những người tham gia vào New Age chủ yếu thuộc tầng lớp trung lưu và thượng lưu. Mức độ mà những tín đồ New Age tham gia vào môi trường xã hội khác nhau đáng kể, từ những người áp dụng một số ý tưởng và thực hành New Age cho đến những người hoàn toàn chấp nhận và cống hiến cuộc đời mình cho nó. New Age đã gây ra những lời chỉ trích từ các tổ chức Kitô giáo đã thành lập cũng như các cộng đồng dân Pagan hiện đại và bản địa. Từ những năm 1990 trở đi, New Age trở thành đối tượng nghiên cứu của các nhà tôn giáo học.